# Автобан A562 (Німеччина)
Автобан А562 (A562, нім. Bundesautobahn 562) – чотирикілометровий автобан на півдні Бонна. Він з'єднує транспортні шляхи на лівому та правому берегах Рейну через Рейнський міст.

## Маршрут
Автобан А562 знаходиться повністю в межах міста Бонн. Починається на заході від залізничної лінії на лівому березі Рейну і проходить під федеральною автострадою 9, з якою з'єднується на розв'язці, схожій на розв'язку автострад. Він перетинає Рейн через південний з трьох мостів Бонна через Рейн (Конрад-Аденауер-Брюке) і з'єднується з автомагістраллю A59 через розв'язку автострад Бонн-Схід.
У районі Рейнського мосту, що становить приблизно половину загальної довжини А562. Обабіч автобану проходять пішохідні та велосипедні доріжки. Середня лінія утворюється маршрутом Штадтбан, який має зупинку на лівому березі Рейну посередині автобану.

## Планування та будівництво
А 562 спочатку був частиною планування А56, яка повинна вести від Зельфканта на голландському кордоні через Юліх, Дюрен і Ойскірхен і Бонн до Вальдброля і таким чином створити південний обхід кільцевої дороги Кельна. Цей проект був залишений у 1986 році.